# Lugo di Vicenza
Lugo di Vicenza est une commune italienne d'environ 3 700 habitants située dans la province de Vicence dans la région Vénétie dans le nord-est de l'Italie sur les contreforts des Alpes.

## Économie
- Speed Up

## Culture
- Villa Godi Malinverni

## Administration
| Période                                  | Période | Identité | Étiquette | Qualité |
| ---------------------------------------- | ------- | -------- | --------- | ------- |
|                                          |         |          |           |         |
| Les données manquantes sont à compléter. |         |          |           |         |

### Hameaux
Mare, Mortisa, Oltrastico

### Communes limitrophes
Asiago (Italie), Calvene, Carrè, Chiuppano, Fara Vicentino, Lusiana, Salcedo, Zugliano